# NOS Studio Sport
NOS Studio Sport is een sportprogramma van de NOS dat aanvankelijk alleen op zondagavond werd uitgezonden. Later kwamen er steeds meer uitzendingen bij. De radiovariant van NOS Studio Sport heet NOS Langs de Lijn.

## Geschiedenis

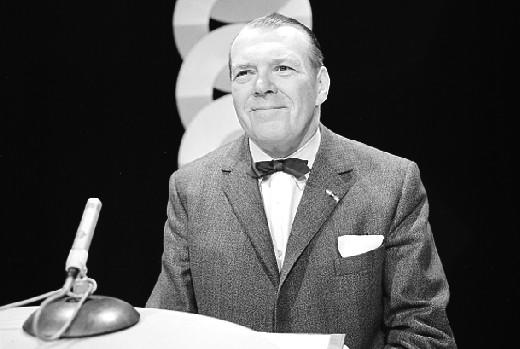
Jan Cottaar (ongedateerde foto)

Studio Sport begon op zondagavond 5 april 1959 onder de naam Sport in beeld en werd gepresenteerd door onder meer Jan Cottaar (hij presenteerde de eerste aflevering) en Bob Spaak.
De originele tune van Sport In Beeld was van het City Theater Orkest, met als titel: "Our Director" (uit 1959).
Het begon als een samenwerkingsprogramma van de AVRO, KRO, NCRV, VARA en VPRO. In 1966 wijzigde de naam in NTS Sport en sinds 1969 heet het programma Studio Sport. In 2005 kreeg het tv-programma de toevoeging NOS voor de naam. De naam Studio Sport werd bedacht door honkbalverslaggever Ed van Opzeeland.

## Algemeen
De NOS Sport-redactie verzorgt iedere dag uitzendingen. Tevens is deze redactie verantwoordelijk voor de verslaggeving van grote sportevenementen, zoals het WK en EK Voetbal, de Olympische Spelen en de Tour de France. In navolging van de multimediale nieuwsvloer NOS Nieuws, zijn in 2007 ook alle NOS-redacties voor sport samengevoegd tot de multimediale sportvloer NOS Sport.
Het eredivisievoetbal vormt de hoofdmoot van de uitzending op zondagavond vanaf 19:00 uur op NPO 1. In 2005 verloor het programma de samenvattingen van de Eredivisiewedstrijden aan Talpa, de nieuwe commerciële zender van John de Mol, waardoor de kijkcijfers daalden. Als alternatief voor de Eredivisie zond Studio Sport wedstrijden uit de Engelse Premier League uit, maar dat was voor de kijkers slechts een pleister op de wonde. Sinds het seizoen 2008-2009 zijn de uitzendrechten echter weer terug bij de NOS. Hierdoor kreeg de NOS de kijkers weer terug die waren afgehaakt door de commerciële uitzendingen van het eredivisievoetbal en stegen de kijkcijfers weer. Op zondagavond trekken de Eredivisie samenvattingen gemiddeld 2,5 tot 3 miljoen kijkers.
De uitzendrechten voor de Eredivisie samenvattingen en de rechtstreekse radioverslagen zijn gegarandeerd tot en met het seizoen 2026/2027.
Tot de zomer van 2015 had de NOS ook de rechten voor de UEFA Champions League. Tot en met de Olympische Zomerspelen 2016 had de NOS alle rechten van de Olympische Spelen in handen. Vanaf de Olympische Winterspelen 2018 is dit een sublicentie, waarbij ze bijna alles live uit mogen zenden, maar geen extra streams op de site hebben. Ook bezit de NOS de uitzendrechten (in sublicentie) van de Paralympische Spelen.
De NOS bezit eveneens de uitzendrechten voor radio, tv en online van alle kwalificatie-interlands van het Nederlands heren en vrouwen voetbalelftal, evenals de uitzendrechten voor de EK's en WK's voetbal heren en vrouwen.

## Overzicht uitzendingen
- NOS Studio Sport (overzichtsuitzendingen op late zaterdagavonden en zondag 18:10 of 19:00, live registratie-uitzending op zondagmiddag)
- NOS Studio Sport Voetbal (vóór seizoen 2025/26 NOS Studio Sport Eredivisie, elke vrijdag rond 22:30, zaterdag 22:30, zondag 19:00)
- NOS Sportjournaal (ma t/m za om 18:15)[5]
- Sportblok in NOS Journaal (elke werkdag in het late journaal en in het journaal van 13:00 uur)
- NOS Studio Voetbal (talkshow over voetbal van de voorbĳe week, zondag op de late avond)
- NOS Studio Sportzomer (praatprogramma tijdens grote sportevenementen in de zomer)
- NOS Studio Sportwinter (praatprogramma tijdens de Olympische Winterspelen)
- NOS De Avondetappe (talkshow tijdens Tour de France)
- Andere Tijden Sport (documentaires, onregelmatig)

## Live uitzendingen
Dit is een overzicht van de prominente competities en toernooien die NOS Sport rechtstreeks mag uitzenden in NOS Studio Sport en op NOS Live. De lĳst is mogelĳk incompleet.
Atletiek
- Europese Kampioenschappen
- Europese kampioenschappen indooratletiek – host broadcaster[6]
- FBK Games – host broadcaster
- Marathon Rotterdam – host broadcaster
- Marathon van Amsterdam – host broadcaster
- Wereldkampioenschappen atletiek – tot en met 2029[7]

Hockey
- Hoofdklasse hockey
- Europees kampioenschap hockey mannen & vrouwen[8]
- Wereldkampioenschap hockey vrouwen & mannen

Honkbal
- Honkbal hoofdklasse – onregelmatig
- Premier 12-wedstrijden waar het Koninkrijksteam speelt – 2024

Motorsporten
- Grand Prix Formule 1 van Nederland – overeenkomst Viaplay Group, 2022-2024[9]
- TT Assen
- Wereldkampioenschap motorcross[10]

Olympische & Paralympische Spelen
- Olympische Spelen – sublicentie Eurosport/Warner Bros. Discovery, 2018-2032[11]
- Paralympische Spelen – sublicentie Eurosport/Warner Bros. Discovery, 2012-2024[12]

Paardensport
- EK Jumping
- EK Dressuur

Schaatsen
- Europees Kampioenschappen schaatsen (langebaan, shorttrack & kunstschaatsen) – tot 2027[13]
- Nederlandse kampioenschappen schaatsen (langebaan, shorttrack & marathon) – tot en met 2026[14]
- Wereldkampioenschappen schaatsen (langebaan, shorttrack & kunstschaatsen) – tot 2027[13]

Voetbal
- Alle interlands van het Nederlands voetbalelftal mannen
- Alle kwalificatie-interlands van het Nederlands voetbalelftal vrouwen – tot en met 2025[15]
- Europees kampioenschap voetbal mannen – tot en met 2028[16]
- Europees kampioenschap voetbal vrouwen – 2009-2025[17]
- UEFA Champions League vrouwen – overeenkomst DAZN, 2023-2024 (Ajax)[18] & 2024-2025 (FC Twente)[19]
- UEFA Nations League vrouwen – 2023-2026[20]
- UEFA Nations League mannen
- Wereldkampioenschap voetbal mannen – tot en met 2030[21]
- Wereldkampioenschap voetbal vrouwen

Wielrennen
- Amstel Gold Race vrouwen & mannen – host broadcaster
- BinckBank Tour
- Clásica San Sebastián vrouwen – tot en met 2025[22]
- Luik-Bastenaken-Luik vrouwen – tot en met 2025[22]
- Ronde van Frankrijk mannen – tot en met 2025[22]
- Ronde van Frankrijk vrouwen – 2022-2025[23][24]
- Ronde van Spanje vrouwen – tot en met 2025[22]
- Ronde van Spanje mannen – in de weekenden, tot en met 2025[22]
- Voorjaarsklassiekers wielrennen in Nederland, België & Frankrijk mannen
- Waalse Pijl vrouwen – tot en met 2025[22]
- Wereldkampioenschappen wielrennen mannen & vrouwen

Overig
- America's Cup
- ATP-toernooi van Rotterdam
- Korfbal – onregelmatig
- 3x3-basketbal World Tour – 2024, Amsterdam
- Wereldkampioenschappen van diverse sporten, zoals beachvolleybal, turnen, zwemmen

## Herkenningstune en huisstijlen
De oorspronkelijke herkenningsmelodie van NOS Studio Sport, een big-bandnummer dat in 1974 werd geschreven door Tonny Eyk, werd in juli 2004 door luisteraars van het radioprogramma Antenne 2 verkozen tot beste Nederlandse televisietune aller tijden. In 1995 werd de tune na 21 jaar vervangen door een compositie van Stephen Emmer, waarin de oude tune was gesampled. Na aanhoudende verzoeken van kijkers werd de oude tune in januari 2001 in ere hersteld, zij het in een gewijzigd arrangement. De door velen geroemde baspartij keerde namelijk niet terug. De tune bleef ongewijzigd na de huisstijlwisselingen in 2005 en 2012.